# Carlos Dunlap
Carlos Dunlap (* 28. Februar 1989 in North Charleston, South Carolina) ist ein ehemaliger US-amerikanischer American-Football-Spieler auf der Position des Defensive Ends. Zuletzt spielte er für die Kansas City Chiefs in der National Football League (NFL). Von 2010 bis 2020 war er für die Cincinnati Bengals aktiv, anschließend spielte Dunlap für die Seattle Seahawks. Mit den Chiefs gewann Dunlap den Super Bowl LVII.

## College
Dunlap, dem von verschiedenen Universitäten Sportstipendien angeboten  wurden, entschied sich für die University of Florida und spielte für deren Team, die Gators, College Football. Mit ihnen konnte er 2009 sogar die Landesmeisterschaft gewinnen.

## NFL
Beim NFL Draft 2010 wurde er in der zweiten Runde als insgesamt 54. von den Cincinnati Bengals ausgewählt. Zunächst nur sporadisch eingesetzt, erhielt Dunlap  aufgrund diverser verletzungsbedingter Ausfälle im Laufe seiner Rookie-Saison immer mehr Spielzeit auf verschiedenen Positionen in der Defensive Line und konnte insgesamt 9,5 Sacks erzielen.
Auch in den folgenden Jahren zeigte er konstant gute Leistungen, was ihm 2013 einen Sechsjahresvertrag über 40 Millionen US-Dollar einbrachte. Im August 2018 verlängerte er seinen Vertrag für 45 Millionen Dollar um drei Jahre.
Im Oktober 2020 wechselte Dunlap per Trade im Austausch gegen Offensive Lineman B. J. Finney und einen Siebtrundenpick 2021 zu den Seattle Seahawks. Dunlap nahm eine bedeutende Rolle in der Defense der Seahawks ein und erzielte sechs Sacks in acht Spielen. Dennoch entließen die Seahawks ihn nach der Saison, um Cap Space zu sparen. Mehrere Wochen später nahmen sie Dunlap zu günstigeren Konditionen wieder unter Vertrag und gaben ihm einen Zweijahresvertrag über 16,6 Millionen Dollar. Nach der Saison 2021 wurde er am 18. März erneut von den Seahawks entlassen.
Am 28. Juli 2022 nahmen die Kansas City Chiefs Dunlap unter Vertrag.